# Michael Weiss (Triathlet)
Michael Weiss (* 17. Jänner 1981 in Gumpoldskirchen) ist ein österreichischer Triathlet, der früher als Mountainbikefahrer aktiv war.
Er ist Olympiateilnehmer (2004), siebenfacher Ironman-Sieger, Weltmeister Cross-Triathlon (2011), mehrfacher Staatsmeister auf der Triathlon-Halbdistanz (2014, 2023) und Langdistanz (2016, 2020, 2021, 2025). Er führt die Bestenliste österreichischer Triathleten auf der Ironman-Distanz an.

## Werdegang

### Mountainbike bis 2004
Michael Weiss besuchte das Sportgymnasium Maria Enzersdorf in Niederösterreich. Von 1999 bis 2008 startete Michael Weiss für das Österreichische Mountainbike-Nationalteam. 2003 wurde Michael Weiss in Thal bei Graz U23-Europameister Cross Country.
Sein Spitzname ist „Wiki Miki“ – was übersetzt soviel heißt wie „schneller Michi“.

#### Olympische Sommerspiele 2004
Im Jahr 2004 erreichte Weiss trotz einer Reifenpanne bei den Olympischen Spielen in Athen im Cross-Country-Wettbewerb den 32. Rang.
Er wurde 2004 in Windhaag bei Perg österreichischer Mountainbikemeister im Cross Country und gewann den Grand Prix Rijeka in Kroatien. In Les Gets (Frankreich) schaffte Weiss 2004 bei der Weltmeisterschaft den zehnten Rang und bei fünf Weltcuprennen schob sich der Gumpoldskirchner in die Top Ten.
In der Saison 2006 fuhr er für das Continental Team Aposport Krone Linz und 2007 für das BikinʼCyprus International MTB Team. Nach verpasster Qualifikation für Peking 2008 fuhr Weiss erst einige Straßenradrennen und wandte sich dann dem Triathlon zu. Sein Spitzname ist Wiki-Miki.

### Triathlon ab 2008
Bei der XTerra-Weltmeisterschaft auf Maui wurde Michael Weiss 2008 Zweiter im Offroad-Triathlon (1,5 km Schwimmen, 32 km Mountainbike und 12 km Crosslauf). Seit September 2008 wird er von Mario Huys trainiert.

Beim Ironman 70.3 Monaco qualifizierte er sich für die Ironman 70.3 World Championship 2009. Beim Ironman Hawaii erreichte er im Oktober 2009 als bester Österreicher den 25. Rang. Er benötigte für die Langdistanz (3,86 km Schwimmen, 180,2 km Radfahren und 42,195 km Laufen) 8:55:11 h.
Michael Weiss erzielte bei seinem zweiten Start über die Triathlon-Langdistanz am 1. Mai 2010 in St. George als erster Österreicher einen Ironman-Sieg. Vor ihm siegte zuletzt die für Österreich startende Australierin Kate Allen 2005 auf der Langdistanz beim Ironman Austria.
Beim Ironman Austria erzielte Weiss im Juli 2011 mit seinem zweiten Rang als erster österreichischer Athlet eine Ironman-Zeit unter acht Stunden (7:57:39 Stunden) und erzielte damit die Bestzeit eines österreichischen Athleten. Bei den Ironman 70.3 World Championships in Nevada (USA) erreichte Weiss im September 2011 den vierten Platz. Im Oktober gewann er auf Maui die Weltmeisterschaft im Cross-Triathlon (XTerra), nachdem er sich hier in den beiden Vorjahren die Bronzemedaille geholt hatte.

#### Dopingsperre 2011
Erstmals in die Dopingschlagzeilen kam Weiss im August 2007, als er als aktiver Mountainbiker eine Schutzsperre wegen eines zu hohen Hämatokrit-Wert absitzen musste. Der wegen Dopings gesperrte Ex-Radprofi Bernhard Kohl erhob 2009 Doping-Vorwürfe gegen Michael Weiss.
Wegen des Verdachts auf Doping eröffnete die Nationale Anti-Doping Agentur Austria (NADA) im April 2010 ein Ermittlungsverfahren gegen Weiss, welches dann im September 2010 von der Rechtskommission der NADA mit einem vorläufigen Freispruch beendet wurde.
Die Rechtskommission stellte jedoch auch 2010 basierend auf der Zeugenaussage von Bernhard Kohl fest, dass Weiss zu Dopingzwecken bei Humanplasma gewesen sei. Weil Kohl seine früheren Aussagen in dem Verfahren aber nicht wiederholen wollte, erfolgte ein Freispruch.
Michael Weiss wurde im November 2011 von der Schiedskommission der NADA, der letzten Berufungsinstanz des österreichischen Sports, wegen Anwendung einer verbotenen Methode im Herbst 2005 bestraft. Weiss war also für zwei Jahre bis 29. November 2013 für alle Wettkämpfe gesperrt.

Da seine Sponsoren und sämtliche Trainer weiter hinter Weiss standen, trainierte er in den USA für ein Comeback weiter und machte in Colorado Springs parallel eine Berufsausbildung.

#### Comeback 2013
Im Dezember 2013 gewann er den Ironman Mexico mit neuer persönlicher Bestzeit auf der Langdistanz. Mit seiner Siegerzeit von 7:55:23 h trug er sich weiterhin als Führender in die Bestenliste österreichischer Triathleten auf der Ironman-Distanz ein.
In Österreich startet er für den Verein Tri Runners Baden. Bei der Challenge Walchsee-Kaiserwinkl wurde er im August 2014 österreichischer Staatsmeister auf der Triathlon-Halbdistanz. Im November konnte er seinen Titel in Mexiko erfolgreich verteidigen und holte sich beim fünften Start auf der Ironman-Distanz innerhalb von zwölf Monaten seinen dritten Sieg.
Im Juni 2016 wurde er Vierter beim Ironman Austria und damit als schnellster Österreicher Staatsmeister auf der Triathlon-Langdistanz. Im September gewann er bei der Erstaustragung des Ironman 70.3 Santa Cruz sein erstes Ironman-70.3-Rennen. Er qualifizierte sich als einziger Profi-Athlet aus Österreich für einen Startplatz beim Ironman Hawaii. In der Kombinationswertung „Kona-Maui Double Winner“ (Xterra und Ironman) wurde er im Oktober Dritter.
Im März 2017 stürzte er in Mexiko beim Ironman 70.3 Campeche mit dem Rad, als ein 13-jähriger Bub auf die Rennstrecke lief. Das Kind blieb unverletzt aber Michael Weiss zog sich einen Bruch des Schlüsselbeins zu. Im August 2017 gewann Weiss den Ironman Maastricht-Limburg und stellte mit seiner Siegerzeit von 8:18:09 h einen neuen Streckenrekord ein.
Den Ironman Austria konnte er im Juli 2018 für sich entscheiden, nachdem er hier in den Vorjahren bereits zweimal den zweiten und einmal den dritten Rang belegt hatte. Zusammen mit seinem Sieg beim Ironman 70.3 Austria im Mai und dem Ironman 70.3 Zell am See-Kaprun im August gewann Michael Weiss als erster Athlet in einem Jahr alle drei österreichischen Bewerbe der Ironman-Rennserie.
Bei seinem achten Start auf Hawaii belegte er im Oktober bei den Ironman World Championships als bester Österreicher den zehnten Rang und trug sich mit seiner Radzeit von 4:11:28 h in der Liste der Streckenrekorde an der zweiten Stelle ein. Zwei Wochen nach seinem Sieg beim Ironman Mexico konnte der damals 37-Jährige im Dezember auch den Ironman Mar del Plata und damit das dritte Ironman-Rennen der Saison für sich entscheiden.
Beim Ironman Austria belegte er als schnellster Österreicher am 19. September 2021 den fünften Rang und wurde damit zum dritten Mal Staatsmeister auf der Langdistanz.
Im Juli wurde der 41-Jährige in Lake Placid Zweiter beim Ironman USA und sicherte sich damit einen Startplatz beim Ironman Hawaii.
Im Mai 2023 wurde der 42-Jährige in der Steiermark beim Apfelland-Triathlon zum zweiten Mal Triathlon-Staatsmeister auf der Mitteldistanz.

### Privates
Von Ende 2009 bis Anfang 2018 lebte Michael Weiss in Colorado Springs in den USA und er war ebenda verheiratet.
Seit Mai 2018 wohnt Michael Weiss wieder in seiner früheren Heimat Gumpoldskirchen und mit seiner neuen Lebensgefährtin hat er seit August 2019 eine Tochter.

## Sportliche Erfolge
| Datum/Jahr    | Rang | Wettbewerb               | Austragungsort        | Zeit     | Bemerkung                                                                             |
| ------------- | ---- | ------------------------ | --------------------- | -------- | ------------------------------------------------------------------------------------- |
| 8. Aug. 2021  | 1    | Traismauer Triathlon     | Traismauer            | 02:03:51 | erfolgreiche Titelverteidigung                                                        |
| 29. Aug. 2020 | 1    | Traismauer Triathlon     | Traismauer            |          | erfolgreiche Titelverteidigung                                                        |
| 4. Aug. 2019  | 1    | Traismauer Triathlon     | Traismauer            |          | Olympische Distanz                                                                    |
| 21. Juli 2019 | 1    | Mostiman Triathlon       | Wallsee               |          | [ 17 ]                                                                                |
| 5. Aug. 2018  | 1    | Krems Triathlon          | Krems                 | 01:55:14 | Sieger auf der olympischen Distanz                                                    |
| 19. Mai 2018  | 1    | Klosterneuburg Triathlon | Klosterneuburg        |          |                                                                                       |
| Juni 2014     | 1    | Neufelder Triathlon      | Neufeld an der Leitha |          |                                                                                       |
| Juni 2010     | 1    | Neufelder Triathlon      | Neufeld an der Leitha | 01:56:11 | Sieg mit neuem Streckenrekord (1,5 km Schwimmen, 40 km Radfahren, 10 km Laufen)       |
| 11. Apr. 2010 | 1    | SuperSeal-Triathlon      | Coronado Island       | 01:49:39 | auf der Halbinsel nahe San Diego (1,5 km Schwimmen, 40 km Radfahren und 10 km Laufen) |
| 22. Juni 2009 | 1    | Neufelder Triathlon      | Neufeld an der Leitha |          |                                                                                       |

| Datum/Jahr    | Rang | Wettbewerb                                       | Austragungsort   | Zeit     | Bemerkung                                                                                                   |
| ------------- | ---- | ------------------------------------------------ | ---------------- | -------- | --- |
| 26. Mai 2024  | 1    | ÖTRV Triathlon-Staatsmeisterschaft Mitteldistanz | St. Pölten       | 03:57:37 | Triathlon-Staatsmeister als Vierter bei der Challenge St. Pölten                                            |
| 4. Mai 2024   | 6    | Ironman 70.3 St. George                          | St. George       | 03:51:38 | US-Championships                                                                                            |
| 17. März 2024 | 2    | Ironman 70.3 Campeche                            | Campeche         | 04:01:45 | |
| 28. Mai 2023  | 1    | ÖTRV Triathlon-Staatsmeisterschaft Mitteldistanz | Stubenberg       | 03:56:59 | Triathlon-Staatsmeister beim Apfelland-Triathlon                                                            |
| 21. Mai 2023  | 10   | Challenge St. Pölten                             | St. Pölten       | 04:06:27 | |
| 29. Mai 2022  | 9    | Challenge St. Pölten                             | St. Pölten       |          | |
| 2. Apr. 2022  | 14   | Ironman 70.3 California                          | Oceanside        |          | |
| 19. März 2022 | 26   | Ironman 70.3 Lanzarote                           | Lanzarote        | 04:13:21 | |
| 4. Sep. 2021  | 1    | Austria-Triathlon                                | Podersdorf       |          | Sieger auf der Halbdistanz                                                                                  |
| 2. Mai 2021   | 4    | Challenge Cancun                                 | Cancun           | 03:54:20 | mit der schnellsten Zeit auf dem Rad: 2:01:06 h für die 90 km                                               |
| 11. Apr. 2021 | 10   | Ironman 70.3 Texas                               | Galveston Island | 03:50:57 | |
| 10. Okt. 2020 | 3    | Zadar Half                                       | Zadar            |          | auf der Mitteldistanz hinter dem Slowenen David Pleše                                                       |
| 15. März 2020 | 3    | Ironman 70.3 Campeche                            | Campeche         | 03:52:24 | |
| 7. Dez. 2019  | 9    | Ironman 70.3 Bahrain                             | Manama           | 03:39:16 | Radstrecke verkürzt auf 86 km                                                                               |
| 29. Sep. 2019 | 3    | Ironman 70.3 Cozumel                             | Cozumel          | 03:53:38 | |
| 26. Mai 2019  | 3    | Ironman 70.3 Austria                             | St. Pölten       | 03:55:43 | |
| 17. März 2019 | 1    | Ironman 70.3 Campeche                            | Campeche         | 03:50:02 | |
| 30. Sep. 2018 | 1    | Ironman 70.3 Cozumel                             | Cozumel          | 03:47:14 | |
| 2. Sep. 2018  | 9    | Ironman 70.3 World Championships                 | Port Elizabeth   | 03:50:39 | |
| 26. Aug. 2018 | 1    | Ironman 70.3 Zell am See-Kaprun                  | Zell am See      | 01:36:14 | verkürzter Kurs ohne die Raddistanz                                                                         |
| 17. Juni 2018 | 10   | Ironman 70.3 European Championships              | Helsingør        | 03:48:11 | Ironman 70.3 European Championships beim Ironman 70.3 Elsinore                                              |
| 27. Mai 2018  | 1    | Ironman 70.3 Austria                             | St. Pölten       | 03:51:36 | mit neuem Streckenrekord                                                                                    |
| 5. Mai 2018   | 3    | Ironman 70.3 St. George                          | St. George       | 03:43:14 | schnellster Halbmarathon des Tages in 1:10:41 Stunden                                                       |
| 8. Apr. 2018  | 2    | Ironman 70.3 Texas                               | Galveston Island | 03:45:40 | |
| 18. März 2018 | 2    | Ironman 70.3 Campeche                            | Campeche         | 03:50:40 | |
| 19. März 2017 | DNF  | Ironman 70.3 Campeche                            | Campeche         | –        | Sturz mit dem Rad bei der Erstaustragung                                                                    |
| 11. Sep. 2016 | 1    | Ironman 70.3 Santa Cruz                          | Santa Cruz       | 03:50:25 | Sieger bei der Erstaustragung                                                                               |
| 21. Aug. 2016 | 2    | Ironman 70.3 Timberman                           | Gilford          |          | |
| 11. Juni 2016 | 6    | Ironman 70.3 Boulder                             | Boulder          | 03:46:56 | |
| 10. Apr. 2016 | 3    | Ironman 70.3 Texas                               | Galveston Island | 03:45:32 | |
| 20. Sep. 2015 | 4    | Ironman 70.3 Cozumel                             | Cozumel          | 03:51:35 | |
| 17. Mai 2015  | 4    | Ironman 70.3 Austria                             | St. Pölten       | 03:56:56 | |
| 3. Mai 2015   | 22   | Ironman 70.3 Pays d’Aix France                   | Aix-en-Provence  | 04:17:32 | |
| 27. Feb. 2015 | 11   | Challenge Dubai                                  | Dubai            | 03:50:33 | beim ersten Rennen der „Challenge Triple-Crown-Serie“                                                       |
| 31. Aug. 2014 | 1    | ÖTRV Triathlon-Staatsmeisterschaft Mitteldistanz | Walchsee         | 03:54:12 | Triathlon-Staatsmeister als bester Österreicher mit dem vierten Rang bei der Challenge Walchsee-Kaiserwinkl |
| 25. Mai 2014  | 3    | Ironman 70.3 Austria                             | St. Pölten       | 03:53:45 | |
| 3. Mai 2014   | 11   | Ironman 70.3 St. George                          | St. George       | 03:50:10 | US-Championships                                                                                            |
| 11. Sep. 2011 | 4    | Ironman 70.3 World Championship                  | Henderson        | 03:59:11 | 29 Sekunden hinter dem Drittplatzierten.                                                                    |
| 22. Mai 2011  | 2    | Ironman 70.3 Austria                             | St. Pölten       | 03:56:01 | [ 25 ] |
| 3. Apr. 2011  | 3    | Ironman 70.3 California                          | Oceanside        | 03:56:29 | |
| 5. Sep. 2010  | 1    | Challenge Walchsee-Kaiserwinkl                   | Walchsee         | 03:57:15 | Sieg bei der Erstaustragung                                                                                 |
| 30. Mai 2010  | 6    | Ironman 70.3 Austria                             | St. Pölten       | 03:51:53 | |
| 6. Sep. 2009  | 2    | Ironman 70.3 Monaco                              | Monaco           |          | Michael Weiss wiederholte seinen zweiten Rang aus dem Vorjahr.                                              |
| 7. Sep. 2008  | 2    | Ironman 70.3 Monaco                              | Monaco           | 04:14:12 | hinter dem Sieger Andreas Raelert                                                                           |
| 2008          | 1    | Tri-Motion Austria                               | Saalfelden       | 03:43:45 | Sieger auf der Halbdistanz, neben der Italienerin Edith Niederfriniger bei den Frauen                       |

| Datum/Jahr    | Rang | Wettbewerb                                     | Austragungsort          | Zeit     | Bemerkung |
| ------------- | ---- | ---------------------------------------------- | ----------------------- | -------- | --- |
| 15. Juni 2025 | 1    | ÖTRV Staatsmeisterschaft Triathlon Langdistanz | Klagenfurt              | 07:57:43 | zum vierten Mal Staatsmeister auf der Triathlon-Langdistanz als Zweiter im Ironman Austria                                                |
| 30. März 2025 | 6    | Ironman South Africa                           | Port Elizabeth          | 08:10:12 | |
| 24. Nov. 2024 | 6    | Ironman Mexico                                 | Cozumel                 | 07:53:46 | |
| 26. Okt. 2024 | 30   | Ironman Hawaii                                 | Hawaii                  | 08:16:08 | Ironman World Championships 2024 |
| 29. Sep. 2024 | 5    | Ironman Chattanooga                            | Chattanooga (Tennessee) | 06:43:03 | ohne das Schwimmen wegen Starkregens |
| 19. Nov. 2023 | 7    | Ironman Mexico                                 | Cozumel                 | 06:58:02 | das Schwimmen wurde abgesagt |
| 16. Sep. 2023 | 1    | Ironman Maryland                               | Cambridge (Maryland)    | 06:59:47 | siebter Ironman-Sieg; Schwimmen verkürzt auf 918 Meter                                                                                    |
| 22. Apr. 2023 | 10   | Ironman Texas                                  | The Woodlands           | 08:06:12 | |
| 5. März 2023  | 9    | Ironman South Africa                           | Port Elizabeth          | 07:42:58 | Schwimmdistanz verkürzt |
| 20. Nov. 2022 | 5    | Ironman Mexico                                 | Cozumel                 | 07:56:55 | |
| 24. Juli 2022 | 2    | Ironman USA                                    | Lake Placid             | 08:17:04 | |
| 3. Juli 2022  | 2    | Ironman Austria                                | Klagenfurt              |          | |
| 21. Mai 2022  | 6    | Ironman Lanzarote                              | Puerto del Carmen       | 09:00:17 | |
| 7. Mai 2022   | DNF  | Ironman St. George                             | St. George              | –        | Ironman World Championships; Rennabbruch auf der Laufstrecke                                                                              |
| 19. Sep. 2021 | 1    | ÖTRV Staatsmeisterschaft Triathlon Langdistanz | Klagenfurt              |          | Staatsmeister Langdistanz als Fünfter im Ironman Austria                                                                                  |
| 5. Sep. 2020  | 1    | ÖTRV Staatsmeisterschaft Triathlon Langdistanz | Podersdorf              | 07:36:56 | Staatsmeisterschaft Langdistanz beim Austria-Triathlon; Strecken zu kurz                                                                  |
| 7. Apr. 2019  | 3    | Ironman South Africa                           | Port Elizabeth          | 07:42:35 | verkürzte Schwimmdistanz |
| 2. Dez. 2018  | 1    | Ironman Mar del Plata                          | Mar del Plata           | 07:30:23 | Schwimmen auf 1,9 km verkürzt |
| 18. Nov. 2018 | 1    | Ironman Mexico                                 | Cozumel                 | 07:58:34 | |
| 13. Okt. 2018 | 10   | Ironman Hawaii                                 | Hawaii                  | 08:11:04 | Ironman World Championships |
| 1. Juli 2018  | 1    | Ironman Austria                                | Klagenfurt              | 08:04:46 | 4:16:09 h für die Raddistanz |
| 26. Nov. 2017 | 2    | Ironman Mexico                                 | Cozumel                 | 07:53:27 | persönliche Ironman-Bestzeit; zweitschnellste Radzeit des Tages mit 4:12:57 h                                                             |
| 14. Okt. 2017 | DNF  | Ironman Hawaii                                 | Hawaii                  | –        | Rennabbruch auf der Laufstrecke bei seinem siebten Start auf Hawaii                                                                       |
| 6. Aug. 2017  | 1    | Ironman Maastricht-Limburg                     | Maastricht              | 08:18:09 | neuer Streckenrekord |
| 2. Juli 2017  | 5    | Ironman Austria                                | Klagenfurt              | 08:22:42 | |
| 27. Nov. 2016 | 4    | Ironman Mexico                                 | Cozumel                 | 08:10:44 | schnellste Radzeit mit 4:17:46 h |
| 8. Okt. 2016  | 32   | Ironman Hawaii                                 | Hawaii                  | 08:49:54 | als einziger Profi-Athlet aus Österreich qualifiziert                                                                                     |
| 26. Juni 2016 | 1    | ÖTRV Staatsmeisterschaft Triathlon Langdistanz | Klagenfurt              | 08:14:45 | Staatsmeister Triathlon Langdistanz als Vierter beim Ironman Austria                                                                      |
| 14. Mai 2016  | DNF  | Ironman Texas                                  | The Woodlands           | –        | Austragung des Rennens auf verkürztem Radkurs (94 statt 112 Meilen)                                                                       |
| 29. Nov. 2015 | 3    | Ironman Mexico                                 | Cozumel                 | 08:24:24 | |
| 10. Okt. 2015 | 16   | Ironman Hawaii                                 | Hawaii                  | 08:44:30 | schnellster Österreicher |
| 28. Juni 2015 | 2    | Ironman Austria                                | Klagenfurt              | 08:06:59 | |
| 30. Nov. 2014 | 1    | Ironman Mexico                                 | Cozumel                 | 08:22:16 | erfolgreiche Titelverteidigung in Mexiko                                                                                                  |
| 11. Okt. 2014 | 16   | Ironman Hawaii                                 | Hawaii                  | 08:38:27 | |
| 29. Juni 2014 | 8    | Ironman Austria                                | Klagenfurt              | 08:17:42 | |
| 23. März 2014 | 4    | Ironman Melbourne                              | Melbourne               | 08:03:46 | als einziger österreichischer Profi am Start                                                                                              |
| 1. Dez. 2013  | 1    | Ironman Mexico                                 | Cozumel                 | 07:55:23 | zweiter Ironman-Sieg mit neuer persönlicher Bestzeit auf der Langdistanz                                                                  |
| 20. Nov. 2011 | 8    | Ironman Arizona                                | Tempe                   | 08:21:36 | |
| 8. Okt. 2011  | DNF  | Ironman Hawaii                                 | Hawaii                  | –        | Rennabbruch auf der Laufstrecke |
| 3. Juli 2011  | 2    | Ironman Austria                                | Klagenfurt              | 07:57:39 | erstmals unter acht Stunden für die Ironman-Distanz                                                                                       |
| 7. Mai 2011   | DNF  | Ironman St. George                             | St. George              | –        | Rennabbruch auf der Radstrecke |
| 9. Okt. 2010  | 13   | Ironman Hawaii                                 | Hawaii                  | 08:29:15 | |
| 4. Juli 2010  | 3    | Ironman Austria                                | Klagenfurt              | 08:14:50 | |
| 1. Mai 2010   | 1    | Ironman St. George                             | St. George              | 08:40:08 | Michael Weiss erzielte bei seinem zweiten Start über die Langdistanz als erster Österreicher einen Ironman-Sieg.                          |
| 10. Okt. 2009 | 25   | Ironman Hawaii                                 | Hawaii                  | 08:55:11 | Mit der drittschnellsten Zeit auf dem Rad landete Michael Weiss als bester Österreicher bei seiner Langdistanz-Premiere auf dem 25. Rang. |

| Datum/Jahr    | Rang | Wettbewerb                                 | Austragungsort | Zeit     | Bemerkung                                                                                 |
| ------------- | ---- | ------------------------------------------ | -------------- | -------- | ----------------------------------------------------------------------------------------- |
| 23. Okt. 2016 | 18   | Xterra World Championships                 | Maui           | 03:11:20 |                                                                                           |
| 16. Juli 2016 | 12   | Xterra Beaver Creek                        | Avon           | 02:23:50 | [ 33 ]                                                                                    |
| 26. Okt. 2014 | 8    | Xterra World Championships                 | Maui           | 02:39:07 |                                                                                           |
| 16. Aug. 2014 | 4    | ITU Cross Triathlon World Championships    | Olbersdorf     | 02:38:28 | ITU-Weltmeisterschaft Cross-Triathlon                                                     |
| 23. Okt. 2011 | 1    | Xterra World Championships                 | Maui           | 02:27:00 | Weltmeister Cross-Triathlon (1,5 km Schwimmen, 29,5 km Mountainbike und 9,8 km Crosslauf) |
| 24. Okt. 2010 | 3    | Xterra World Championships                 | Maui           | 02:36:45 | Weltmeisterschaft im Cross-Triathlon                                                      |
| 25. Okt. 2009 | 3    | Xterra World Championships                 | Maui           |          | Cross-Triathlon (1,5 km Schwimmen, 32 km Mountainbike und 12 km Crosslauf)                |
| 31. Mai 2009  | 5    | ETU Cross Triathlon European Championships | Sardinien      | 02:30:14 | Europameisterschaft bei der Xterra Italy in Valle del Cedrino                             |
| 26. Okt. 2008 | 2    | Xterra World Championships                 | Maui           |          | Cross-Triathlon                                                                           |
| 23. Aug. 2008 | 1    | Xterra Austria                             | Klopeiner See  |          |                                                                                           |

| Datum/Jahr    | Rang | Wettbewerb                                      | Austragungsort    | Zeit     | Bemerkung                                  |
| ------------- | ---- | ----------------------------------------------- | ----------------- | -------- | ------------------------------------------ |
| 27. Aug. 2006 | 39   | Mountainbike-Weltmeisterschaften 2006           | Rotorua           | 02:25:14 | Cross-Country über 41,3 km                 |
| 28. Aug. 2004 | 32   | Olympische Sommerspiele 2004                    | Athen             |          | im Cross Country-Wettbewerb                |
| 2004          | 1    | Österreichische Meisterschaften im Mountainbike | Windhaag bei Perg |          | Österreichischer Meister Cross Country     |
| 2003          | 1    | European Championships                          | Graz              |          | Europameister U23                          |
| 2002          | 2    | Österreichische Meisterschaften im Mountainbike | Osterreich        |          | Österreichischer Vizemeister Cross Country |
| Sep. 2001     | 12   | Mountainbike-Weltmeisterschaften 2001           | Vail              |          | in der Kategorie U23, über 41,6 km         |

(DNF – Did Not Finish)